# Shin Kishida
Pour les articles homonymes, voir Kishida.
Shin Kishida (岸田森, Kishida Shin), né le 17 octobre 1939 et mort le 28 décembre 1982, est un acteur japonais. Son oncle est le dramaturge Kunio Kishida.

## Filmographie partielle

### Cinéma
- 1962 : Chronique de mon vagabondage (放浪記, Hōrōki?) de Mikio Naruse
- 1965 : Histoire écrite sur l’eau (水で書かれた物語, Mizu de kakareta monogatari?) de Yoshishige Yoshida
- 1969 : Red Lion (赤毛, Akage?) de Kihachi Okamoto
- 1970 : La Légende de Zatoïchi : Zatoïchi contre Yojimbo (座頭市と用心棒, Zatōichi to Yōjinbō?) de Kihachi Okamoto
- 1970 : Onna gokuakuchō (おんな極悪帖, Onna gokuakuchō?) de Kazuo Ikehiro
- 1972 : Baby Cart : L'Enfant massacre (子連れ狼 三途の川の乳母車, Kozure Ōkami: Sanzu no kawa no ubaguruma?) de Kenji Misumi
- 1972 : Baby Cart : L'Âme d'un père, le cœur d'un fils (子連れ狼 親の心子の心, Kozure Ōkami: Oya no kokoro ko no kokoro?) de Buichi Saitō
- 1973 : Lady Snowblood (修羅雪姫, Shurayuki hime?) de Toshiya Fujita
- 1974 : Godzilla contre Mecanik Monster (ゴジラ対メカゴジラ, Gojira tai Mekagojira?) de Jun Fukuda
- 1974 : Bloodsucking Rose (血を吸う薔薇, Chi o suu bara?) de Michio Yamamoto
- 1978 : Burū Kurisumasu (ブルークリスマス?) de Kihachi Okamoto
- 1979 : Resurrection of Golden Wolf (蘇る金狼, Yomigaeru kinrō?) de Tōru Murakawa
- 1979 : Les Guerriers de l'Apocalypse (戦国自衛隊, Sengoku jieitai?) de Kōsei Saitō
- 1980 : Dōran (動乱?) de Shirō Moritani : Kobayashi
- 1980 : Shogun Assassin de Robert Houston
- 1981 : Taiyō Sentai Sun Vulcan (太陽戦隊サンバルカン, Taiyo sentai sanbarcan?) d Akihira Tōjō
- 1983 : Antarctica (南極物語), Nankyoku monogatari?) de Koreyoshi Kurahara

### Séries télévisées
- 1973 : Fireman (ファイアーマン?)
- 1974 : Kizudarake no tenshi (傷だらけの天使?)
- 1979 : Kusa Moeru (草燃える?)